# 韓国放送公社の水木ドラマ
韓国放送公社の水木ドラマ（かんこくほうそうこうしゃのすいもくドラマ）は、韓国の公共放送局韓国放送公社の地上波テレビチャンネルKBS 2TVで1980年代から毎週2回水曜と木曜の午後10時ごろから毎回70分前後放送された連続ドラマ枠である。各回の放送時間は制作者の都合で同一作品内でも毎回ある程度の長短がある。
この放送枠は現代劇を中心に放送していて、ほとんどの作品が全16回以上放送される。現代劇の作品は全30回を超える作品はあまりないが、1997年9月から1998年2月まで放送された『あなたが私を呼ぶ時』は全44回だった。時々放送された長編歴史劇の中には全100回以上放送される作品もある。例えば2001年5月から翌年2002年7月まで1年2か月間にわたって放送された『明成皇后』は全124回、2002年から2003年まで放送された『張禧嬪［チャン・ヒビン］』は全100回だった。